# گلستان (روزنامه)
گلستان نام یکی از مطبوعات استان فارس در دوران قاجاریه است. این روزنامه از سال ۱۳۳۷ ه‍.ق به‌وسیلهٔ سید تقی تقوی شیرازی در شیراز به چاپ رسید.
پدر شاهرخ و ابراهیم گلستان، سید تقی تقوی شیرازی مدیرمسئول و صاحب‌امتیاز این روزنامه بود. او دانش‌آموخته علوم فقهی بود. اما به روزنامه‌نگاری پرداخت و روزنامه گلستان را چاپ کرد. به دنبال چاپ این روزنامه، او نام خانوادگی خود را به «گلستان» تغییر داد.
انتشار این روزنامه برای ۳۴ سال ادامه داشت. تا اینکه دفتر روزنامه گلستان در سال ۱۳۳۱ به دست مخالفان سیاسی آن به آتش کشیده شد.